# Валдек, Ад
Адрианус (Ад) Валдек (нидерл. Adrianus "Ad" Waldeck; 6 февраля 1926, Амстердам, Нидерланды — 11 января 2010, Швейцария) — нидерландский футболист, игравший на позиции полузащитника, выступал за амстердамский «Аякс».

## Спортивная карьера
В возрасте одиннадцати лет Валдек стал членом футбольного клуба «Аякс», выступал за юношескую футбольную и бейсбольную команду. В качестве полузащитника Ад выступал за резервные команды «Аякса» 2, 3 и 4.
В основном составе дебютировал 7 декабря 1947 года в матче чемпионата против клуба «Гермес» ДВС. Встреча завершилась победой «Аякса» — 3:1. В дебютном сезоне Ад принял участие в одиннадцати матчах чемпионата. «Аякс» в течение сезона не претендовал на первое место и в итоге занял третье место в своей западной группе.
В последующих сезонах Ад играл не регулярно, в общей сложности за семь лет он принял участие в 19 матчах первенства Нидерландов. В последний раз в составе «Аякса» он выходил на поле 8 ноября 1953 года в домашнем матче с «Остерпкерсом».

## Личная жизнь
Будучи на пенсии, он регулярно посещал футбольные матчи «Аякса» на Амстердам Арене. Скончался Ад Валдек 11 января 2010 года в Швейцарии в возрасте 84-х лет. Он был кремирован 16 февраля на амстердамском кладбище Де Ньиве Остер.